# ماري راموس
ماري راموس (بالإسبانية: Mari Ramos) هي مذيعة طقس أمريكية نيكاراغوية في سي إن إن الدولية تعمل انطلاقا من أتلانتا، جورجيا. تقدم فقرة الطقس في برامج نيوز ستريم وورلد بيزنس توداي وذي إنترناشونال ديسك. تظهر راموس أيضا في بعض الأحيان في قنوات سي إن إن الموجهة للولايات المتحدة وهادلاين نيوز وإيربورت نتورك. وتقدم أيضا تقارير خاصة عن الطقس القاسي في سي إن إن أون إسبانيول.

## النشأة والمسيرة
ولدت ماري راموس في نيكاراغوا وانتقلت للولايات المتحدة بعمر ثمان سنوات. حازت راموس بكالوريوس في الاتصال والصحافة الإذاعية والتلفزيونية من جامعة فلوريدا الدولية في ميامي، فلوريدا. وهي تدرس الآن لتحصل على شهادة مذيع طقس من جامعة ولاية ميسيسيبي.
بدات راموس مسيرتها الإذاعية في دبليو بي إل دجي وهي محطة في ميامي تابعة لشبكة أي بي سي أين عملت متدربة تقوم بجمع وكتابة الأخبار للنشرات الإخبارية المسائية للمحطة. وعملت راموس أيضا في ذي ويذر تشانيل عالمة طقس ومراسلة خلال النشرات لصالح قسم أمريكا اللاتينية في المحطة قبل أن تلتحق بسي إن إن في 1999.
تتقن راموس الإسبانية والإنجليزية وتتحدث الفرنسية بمستوى متوسط.

## وصلات خارجية
- السيرة الرسمية في موقع سي إن إن